# Colostygia trifasciata
Colostygia trifasciata är en fjärilsart som beskrevs av Warnecke 1937. Colostygia trifasciata ingår i släktet Colostygia och familjen mätare. Inga underarter finns listade i Catalogue of Life.